# José Díaz (rugbista)
José Díaz (Valencia, 31 de marzo de 1963) es un exjugador español de rugby que se desempeñaba de tercera línea. Fue seleccionado varías veces con la selección española y jugó toda su carrera en el Castres Olympique.

## Biografía

### Comienzos en CO y Aviron Castrais
En el colegio, en 6º grado, jóvenes jugadores del CO le pidieron a José Díaz que se uniera al club. No sabía mucho de rugby y aceptó. El joven José Díaz avanzó por primera vez entre los juniors y los aspirantes a CO. Se incorporó al club Revel y luego regresó a Castres para jugar en el Aviron Castrais.
Fue Alain Gaillard, entrenador del CO, quien reclutó a José Díaz por sus cualidades de liderazgo y su fuerte carácter.

### Campeón de Francia del Grupo B 1989
José Díaz jugó en Castres Olympique de 1986 a 2002.  Luego participó en los ascensos de categoría progesivos del CO. Fueron campeones del grupo B en 1989 contra la Section Paloise, el CO ascendió. A partir de la temporada 1989-1990, perdieron en los octavos de final contra el Racing de Francia, futuro campeón de Francia.
Durante la temporada 1991-1992, comenzó como titular de tercera línea de Castres a pesar de las altas incorporaciones realizadas por el presidente Revol (Said Filali, Alain Carminati, etc.) Finalmente perdieron en la semifinal contra el RC Toulon, futuro campeón de Francia.

### Campeón de Francia 1993, tras una final polémica
Con Castres Olympique, participó en el título de campeón de Francia en 1993 contra el FC Grenoble. José Díaz levanta el Escudo de Brennus en el Parque de los Príncipes de París.
Castres, que eliminó al mismo club de Isère a principios de temporada en los cuartos de final del Challenge Yves du Manoir ganó con un marcador de 14-11 con un ensayo anulado a Olivier Brouzet de Grenoble  y un ensayo controvertido del All Black, Gary Whetton, a favor de Castres. Daniel Salles, el árbitro del partido, reconoció veinte años después, en 2013, haber cometido un error arbitral  y haber sido influenciado por los aficionados de Agen que se quejaban del juego demasiado físico del Grenoble. 

### Finalista del Desafío Yves du Manoir 1993
CO siendo el campeón francés también disputó la final del Yves du Manoir Challenge que perdió contra Stade Toulouse por 13-8. Ese mismo año, el Midi Olympique lo clasificó como 3º en la posición de tercera línea del campeonato francés.

### Subcampeón de Francia 1995
Dos años más tarde, José Díaz jugó con elCastres Olympique, como capitán Francis Rui,  la final de 1995 contra Stade Toulouse, perdiendo 16-31.

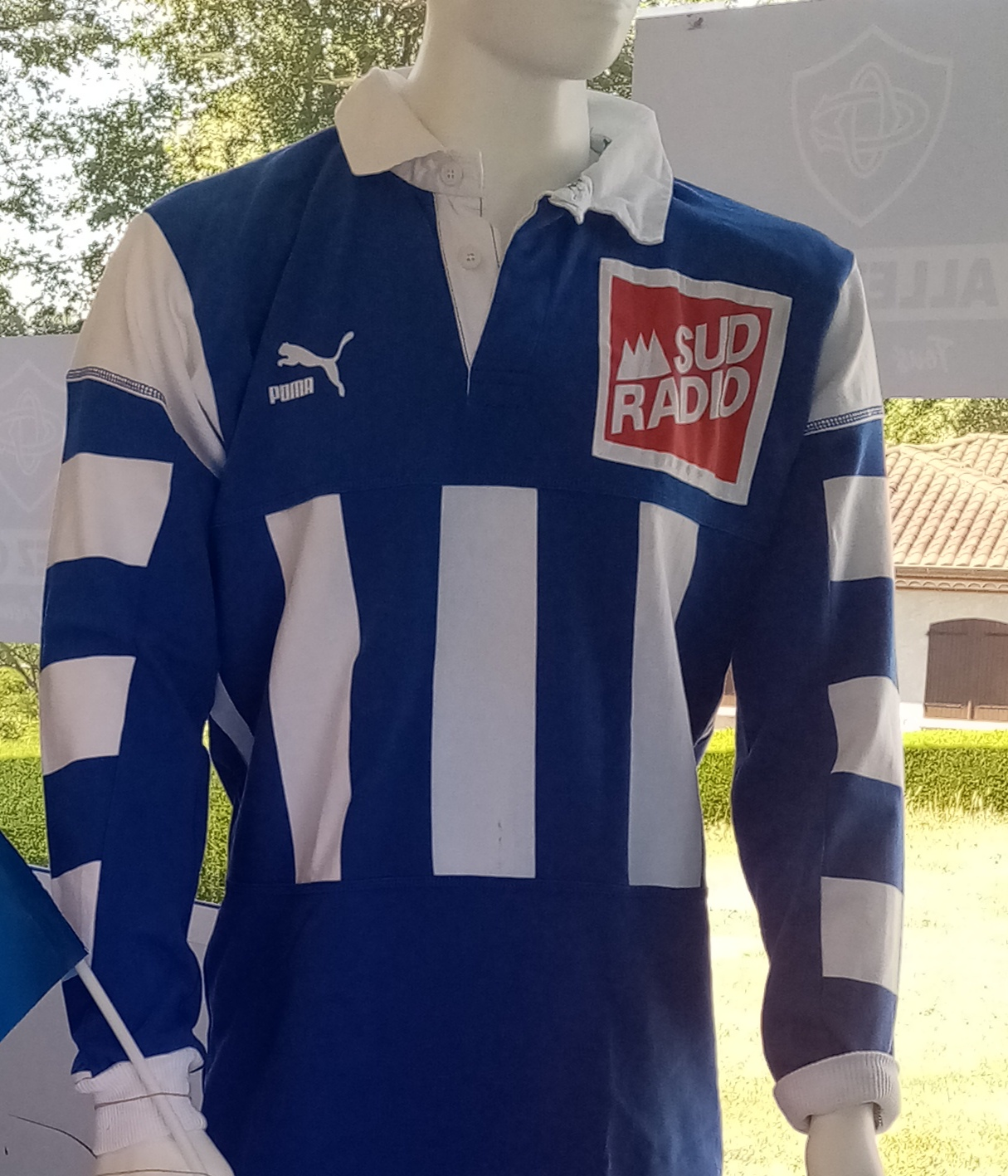
Camiseta del Castres Olympique, finalista del campeonato de Francia de 1995

### Selección con los Bárbaros y España
José Díaz obtiene su primera internacionalización el 8 de noviembre de 1997 para jugar un partido contra la Selección de rugby de Andorra. Más tarde fue convocado al  Mundial de 1999.
En mayo del 2000, fue seleccionado con los Barbarians franceses para jugar contra la selección galesa en el Millennium Stadium, dónde perdieron 40 a 33. 

### Semifinalista del Campeonato de Francia y de la Copa de Europa 2001-2002
José Díaz es uno de los veteranos semifinalistas del campeonato de Francia contra el Toulouse en 2001 y semifinalista de la Copa de Europa contra el Munster en 2002.

### Reciclaje en la formación de jóvenes del CO
Después de su carrera como jugador (a los 39 años),il devient entraîneur et s'occupe de l'équipe Reichel du Castres olympique avec qui il remporte le titre de champion de France des moins de 21 ans en 2008 et 2009[cita requerida] </link> .
Entrena a las categorías inferiores del club desde 2009-2010.

### Privacidad
José Díaz regenta un famoso bar de ambiente español en el centro de la ciudad, cerca de la sede del CO y del estadio Pierre-Fabre.

## Palmarés

### Como jugador
- Campeonato de rugby de primera división de Francia :
  - Campeón (1) : 1993 [8]
  - Finalista (1) : 1995
  - Semifinalista (2) : 1992 y 2001

- Campeonato de Francia de rugby del grupo B :
  - Campeón (1) : 1989

- Desafío Yves du Manoir :
  - Finalista (1) : 1993
  - Semifinalista (1) : 1994

- Desafío europeo :
  - Finalista (2) : 1997 y 2000
- Copa de Europa :
  - Semifinalista (1) : 2002

### Como entrenador
- Campeonato de Francia Reichel :
  - Campeón (2) : 2008 y 2009

## Estadísticas de la selección nacional
- 10 selecciones
- 5 puntos (1 ensayo)
- Selecciones por año : 1 en 1997, 2 en 1998, 7 en 1999
- participación en la Copa Mundial de Rugby de 1999 (3 partidos)